# Heringssalmler
Die Heringssalmler (Agoniates (Gr.:. „agōniatēs“ = Wettkämpfer)), in Brasilien Maiaca genannt, sind kleine, pelagische Raubfische, die im gesamten Amazonasbecken, im Rio Tocantins und in Guayana vorkommen.

## Merkmale
Heringssalmler werden 14,8 cm bis 21,5 cm und ähneln in ihrem äußeren Erscheinungsbild den im selben Lebensraum vorkommenden Süßwasserheringen. Sie besitzen einen langgestreckten Körper und sind von silbriger Färbung. Für Salmler zeigen sie einige ungewöhnliche Merkmale, darunter einen gut entwickelten Coracoidknochen, Maxillaren die sehr viel länger als die reduzierte Prämaxillare sind, eine abwechselnde Anordnung von starken, spitzen, hakenförmigen Fangzähnen und konischen Zähnen im Unterkiefer und zwei Reihen dreispitziger oder konischer Zähne auf der Prämaxillare. Die Schuppen sind relativ groß und höher als lang. Die Kiemenreusenstrahlen sind fein gezähnt. Die Seitenlinie ist vollständig und verläuft auf den ersten fünf Schuppen in einer scharfen Kurve. Die Rückenflosse ist klein und sitzt hinter der Körpermitte, die Afterflosse wird von 23 bis 34 verzweigten Weichstrahlen gestützt.
- Branchiostegalstrahlen: 5
- Wirbel: 41-43.

## Lebensweise
Heringssalmler leben im Freiwasser in gemischten Schwärmen mit Beilbauchheringen und sind wahrscheinlich Fischfresser.

## Systematik
Die Heringssalmler wurden lange Zeit in die Familie der Characidae gestellt, 2011 dann von Oliveira und Kollegen der neu aufgestellten Familie Triportheidae zugeordnet.

## Arten
Die Gattung besteht aus 2 Arten.
- Agoniates anchovia C. H. Eigenmann, 1914
- Agoniates halecinus Müller & Troschel, 1845 (Typusart)